# Seznam nových náboženských hnutí
Tento seznam nových náboženských hnutí obsahuje taková hnutí, která buď sama sebe chápou jako náboženské, etické či duchovní společenství, nebo je na ně takovýmto způsobem nahlíženo širší vědeckou komunitou. Tak, jako není jednotná definice náboženství, která by byla uznávaná širší vědeckou komunitou, tak není jednotná definice nových náboženských hnutí. Někteří autoři jako Eileen Barker či David V. Barrett zařazují do nových náboženských hnutí jen taková hnutí, která vznikla, nebo která se objevila po druhé světové válce. Jiní autoři slovem „nová“ rozumí hnutí vzniklá po Bahá'ismu (polovina 19. století) nebo dokonce Sikhismu (17. století). Slovo „nová“ je tedy do značné míry relativní.
Následující seznam je jakousi syntézou mezi těmito názory.  U hnutí, která vznikla před koncem druhé světové války, je poznamenána doba jejich vzniku. Společenství, která vznikla před polovinou 19. století, tedy před vznikem Bahá'ismu, zde zařazena nejsou až na některé výjimky (např. Církev Ježíše Krista Svatých posledních dnů). Seznam zahrnuje i taková společenství a organizace, na které mnohdy nebývá pohlíženo jako na nová náboženství (například právě Víra Bahá'í), nicméně jsou zde zařazena.
Na světě existují tisíce náboženských či duchovních hnutí a je prakticky nemožné udělat jejich úplný seznam. Tento seznam je samozřejmě také neúplný.

## A
- Adventisté sedmého dne, vznik v roce 1863
- AllatRa, vznikla koncem 20. století
- Antroposofie, vznikl na počátku 20. století
- Asociace Cymmry Wicca

## B
- Bahá'í, polovina 19. století

- Buddhismus Diamantové cesty, 1972

## C
- Církev československá husitská, založena 1920
- Církev Ježíše Krista Svatých posledních dnů, tzv. Mormoni, založeni v roce 1830
- Církev sjednocení
- Církev univerzální a vítězná
- Církev všech světů
- Církev Všemohoucího Boha

## D
- Dianická Wicca
- Dům Bohyně

## E
- Emisaři

## F
- Fa-lun-kung

## H
- Hermetický řád Zlatého úsvitu, založen v roce 1888
- Hnutí grálu
- Hnutí Já jsem

## I
- Isidino společenství

## J
- Ježíšova armáda
- Jediismus

## K
- Kemetismus
- Kristadelfiáni, založeni 1848
- Křesťanská věda, založena 1892

## L
- Londýnská skupina
- LaVeyův satanismus

## M
- Mezinárodní společnost pro vědomí Kršny, „Haré Kršna“
- Mungiki

## N
- New Age

## O
- Obec křesťanů, založena roku 1922

## Ř
- Řád ochránců Boží vůle na Zemi

## S
- Scientologie
- Služebníci světla
- Společnost vnitřního světla, založená roku 1922
- Subud, rok založení 1930
- Svědkové Jehovovi, 70. léta 19. století

## Š
- Škola ekonomické vědy, založená v roce 1937

## T
- Teosofie, založena 1875
- Transcendentální meditace

## V
- Vesmírní lidé

## W
- Wicca